# ベタ・スプレンデンス
ベタ・スプレンデンス(学名:Betta splendens)とはスズキ目オスフロネムス科に分類される観賞魚の一種である。

## 形態
体長は約7.5cm。全ての鰭が自分の体格と同じかそれ以上の大きさを持っている。鰓は「迷宮器官」と呼ばれる構造をしており、他の魚と比較して鰓の内部が広がっている。そのため酸素の少ない水中でも生存することができ、鑑賞としてワイングラスやガラス容器に入れて飼われていることもある体色は野生種だと灰色や緑色をしているが、観賞用に品種改良された個体は色鮮やかで多彩な色を持つ。

## 生態
肉食で動物性プランクトンや蚊の幼虫であるボウフラ、水生の無脊椎動物を食べる。特にボウフラは生息地である沼地や水田といった水が常に温かく淀んでいる場所に生息しているため、よく捕食されている。オスは気が短く、自分のなわばりに入ってくる他のオスを見つけると追いかけて体当たりしたり咬みつくなどして攻撃する。繁殖期になるともっと激しくなり、ウロコが剥がれたり鰭が破れることもある。
繁殖は交尾に先立ってオスが巣作りをすることから始まる。巣は唾液と空気を混ぜ合わせた泡で作られこれを水面に吹き出して筏のように浮かべる。泡は粘り気があり、消えずに長持ちする。なわばりにメスがやってくるとオスはメスの周辺を行ったり来たりしながらダンスのような求愛を行う。その後メスを巣の下へ押しやり交尾をする。メスは数百個の卵を1回につき3～7個ずつ産み落とし、オスは産卵の度に受精させて巣まで口で運ぶ。産卵が終わるとオスはメスを巣のそばから追い払う。

## 分布
タイのチャオプラヤー川流域の沼地や水田といった低地に生息している。

## 人間との関係性
観賞魚として全世界で繁殖・飼育されている。タイでは2019年に国魚として認定された。

### ギャラリー

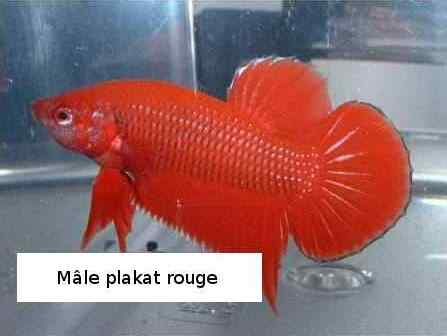
プラカット
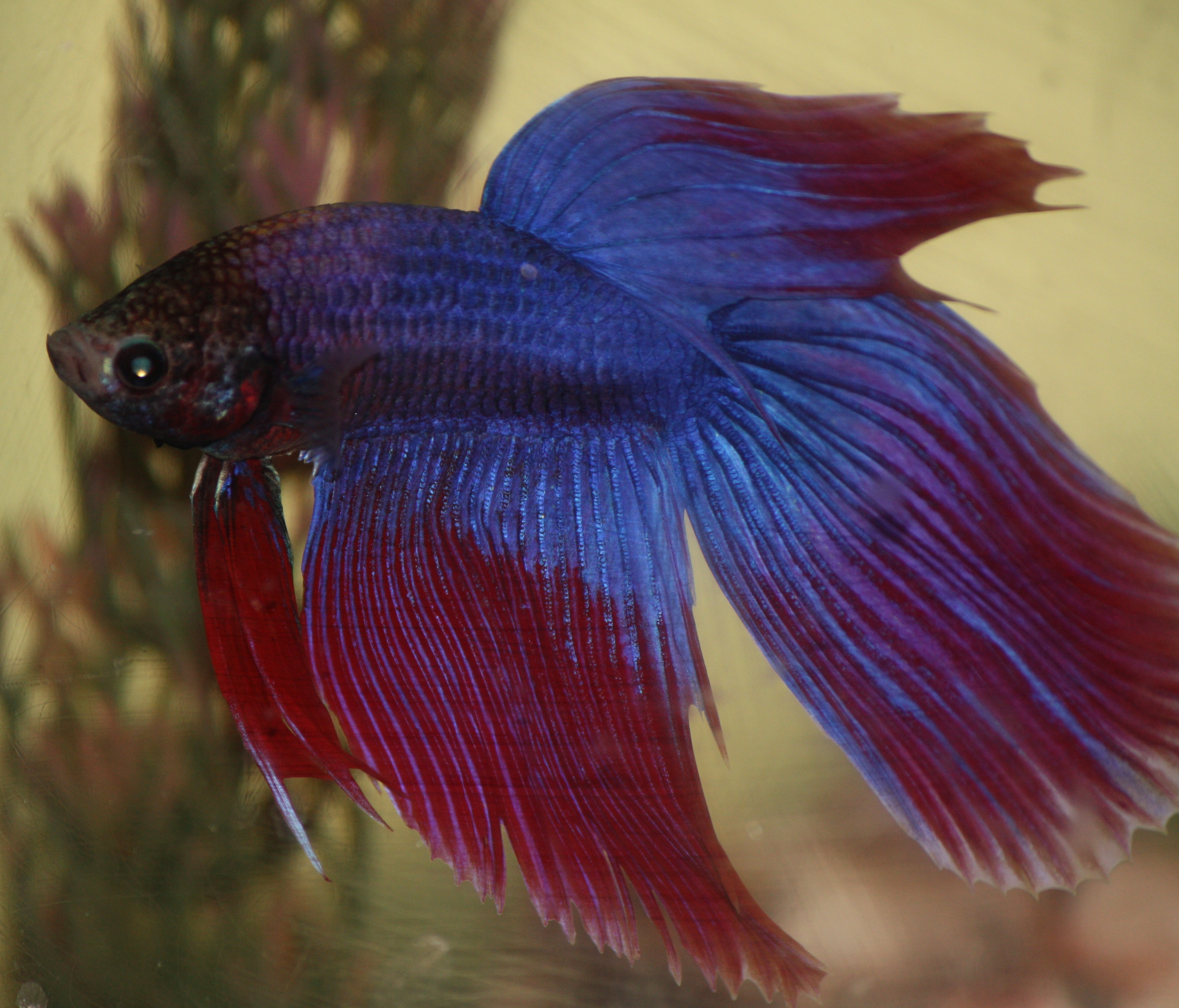
トラディショナル（ベールテール）
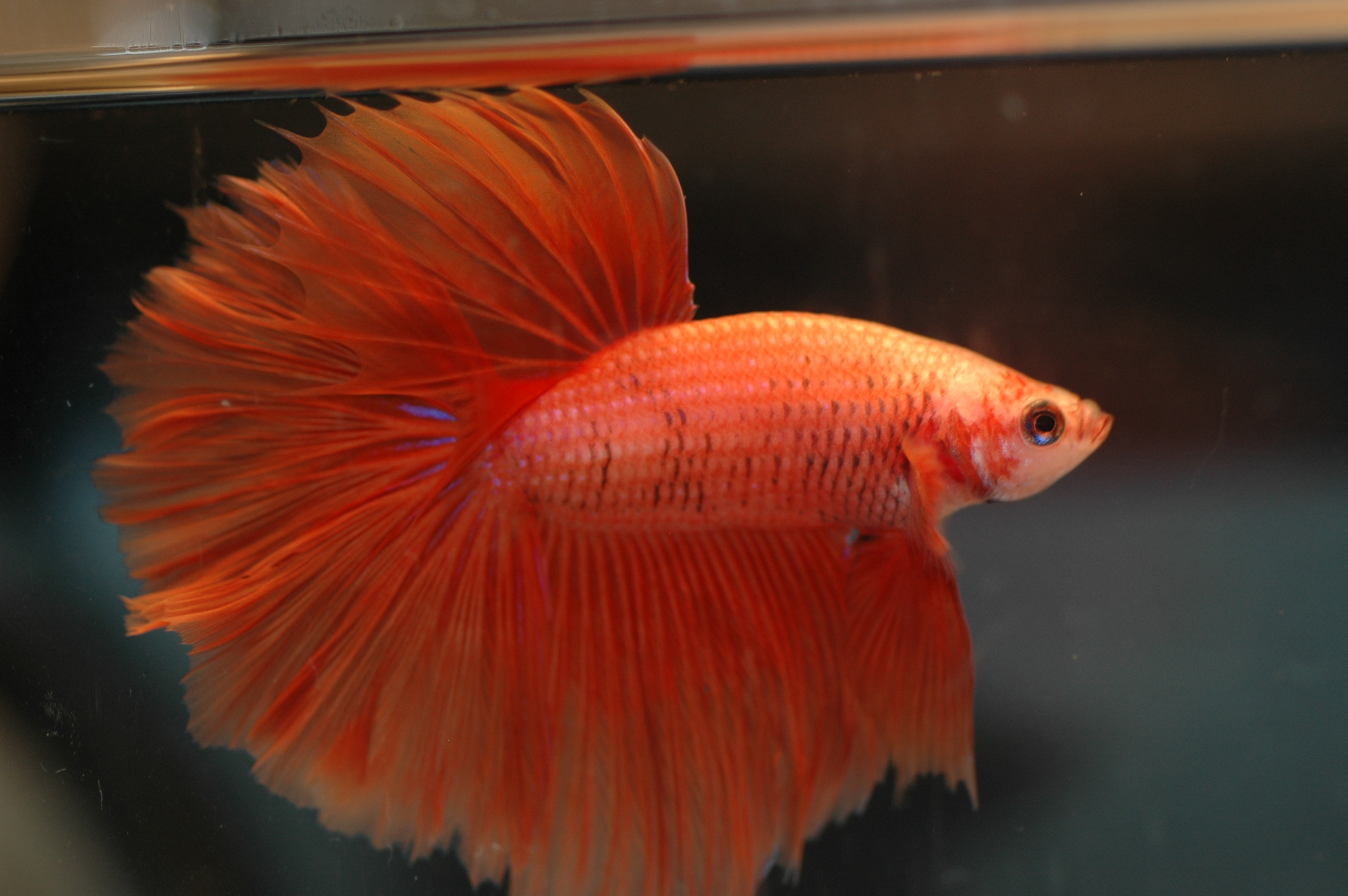
ハーフムーン
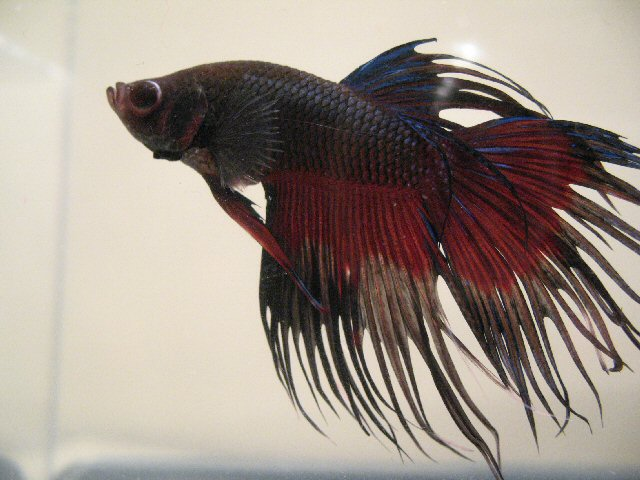
クラウンテール
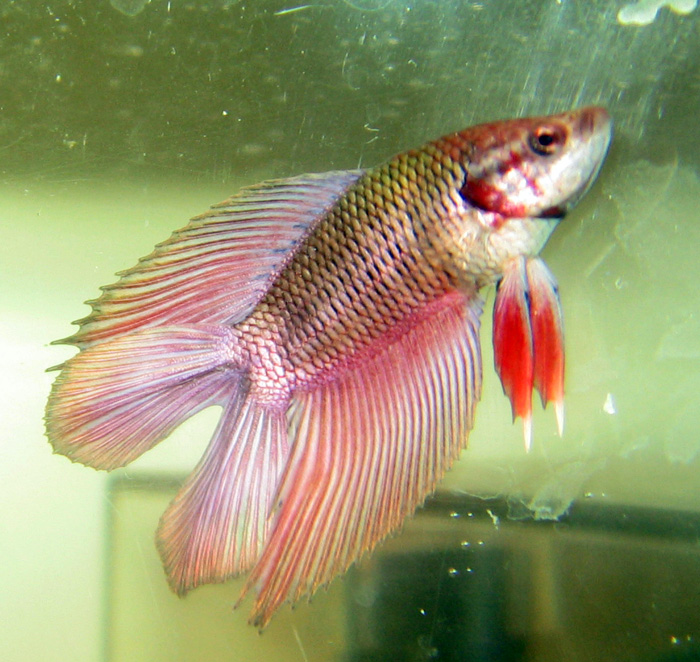
ダブルテール
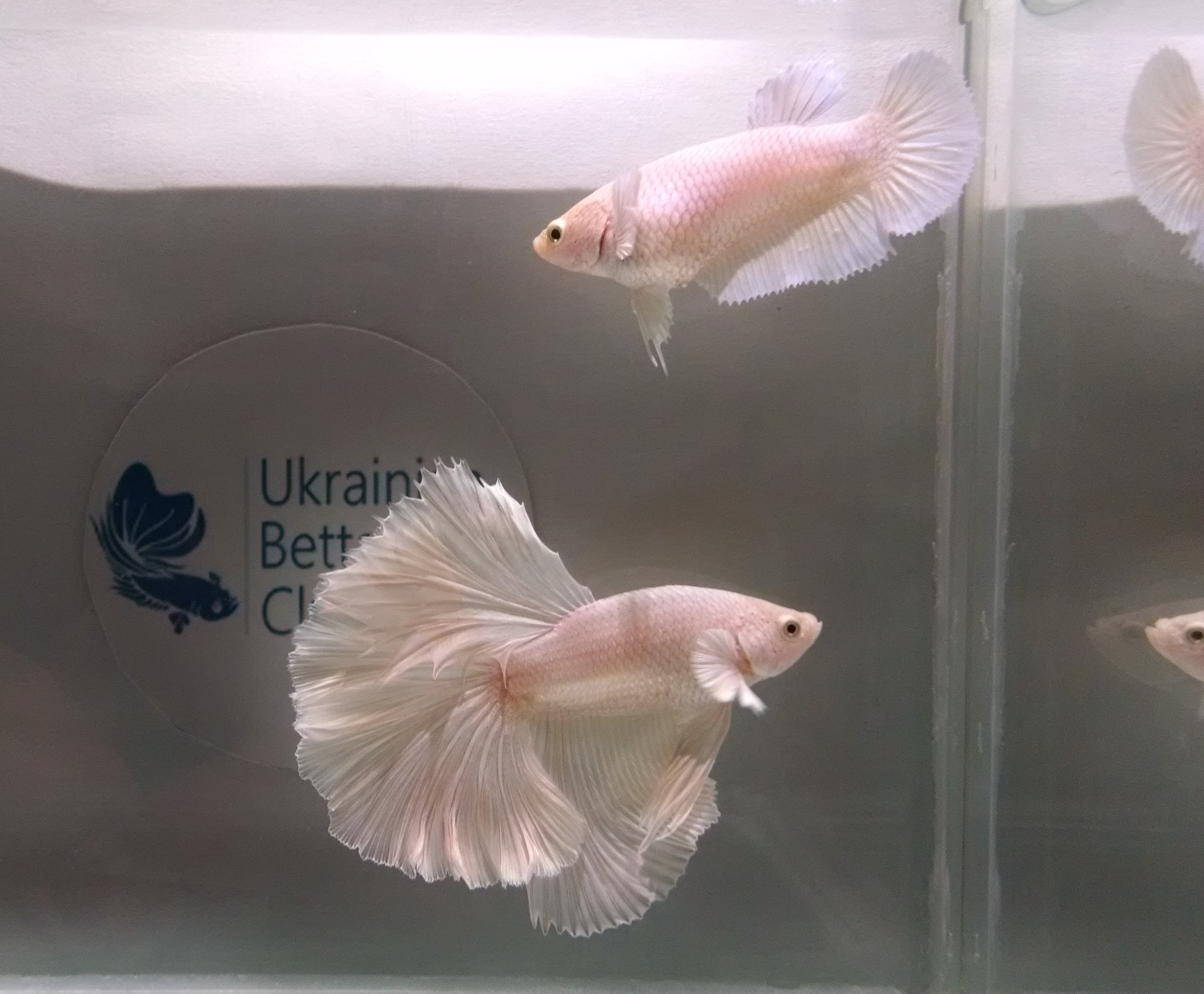
ローズテール
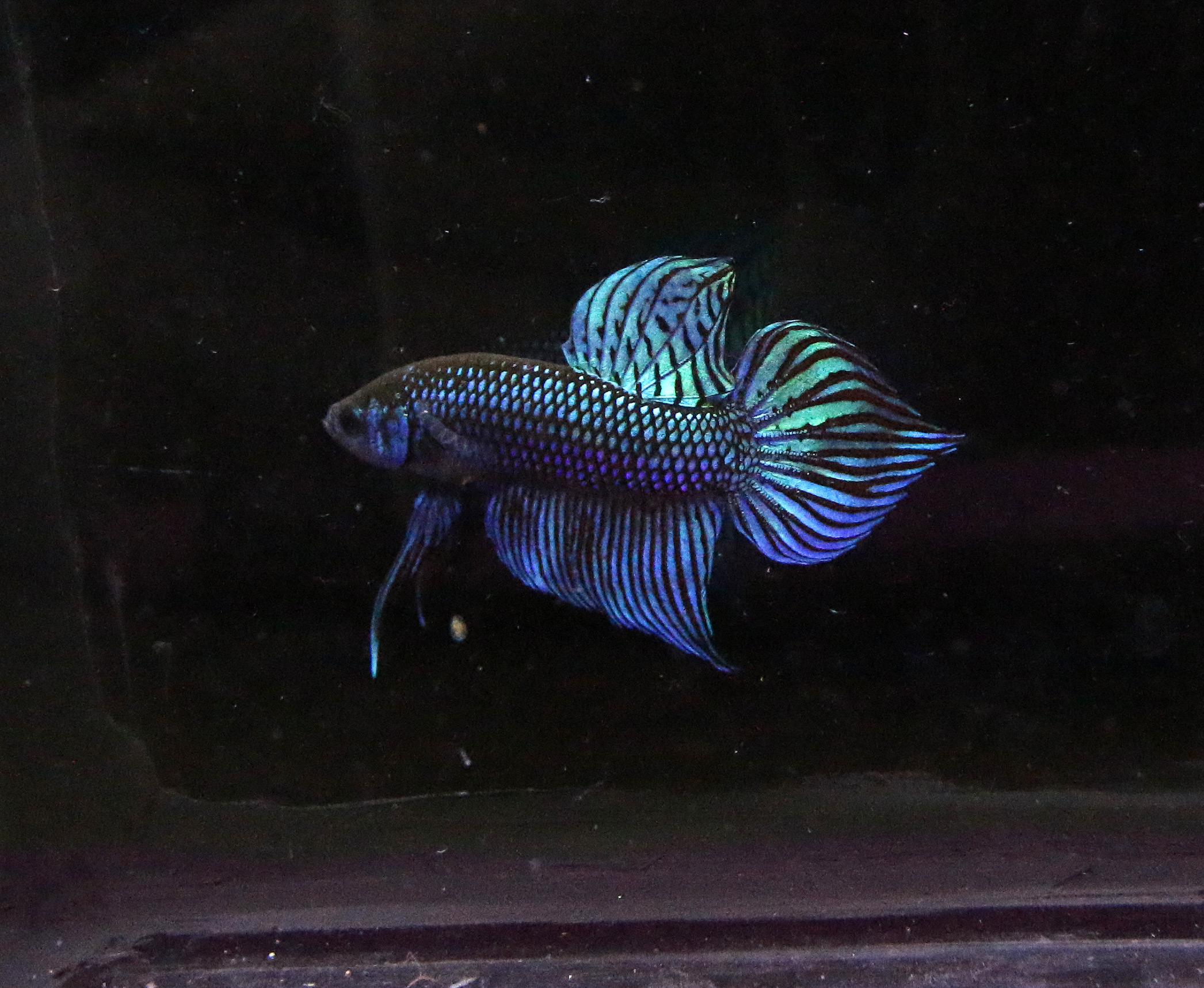
スペードテール
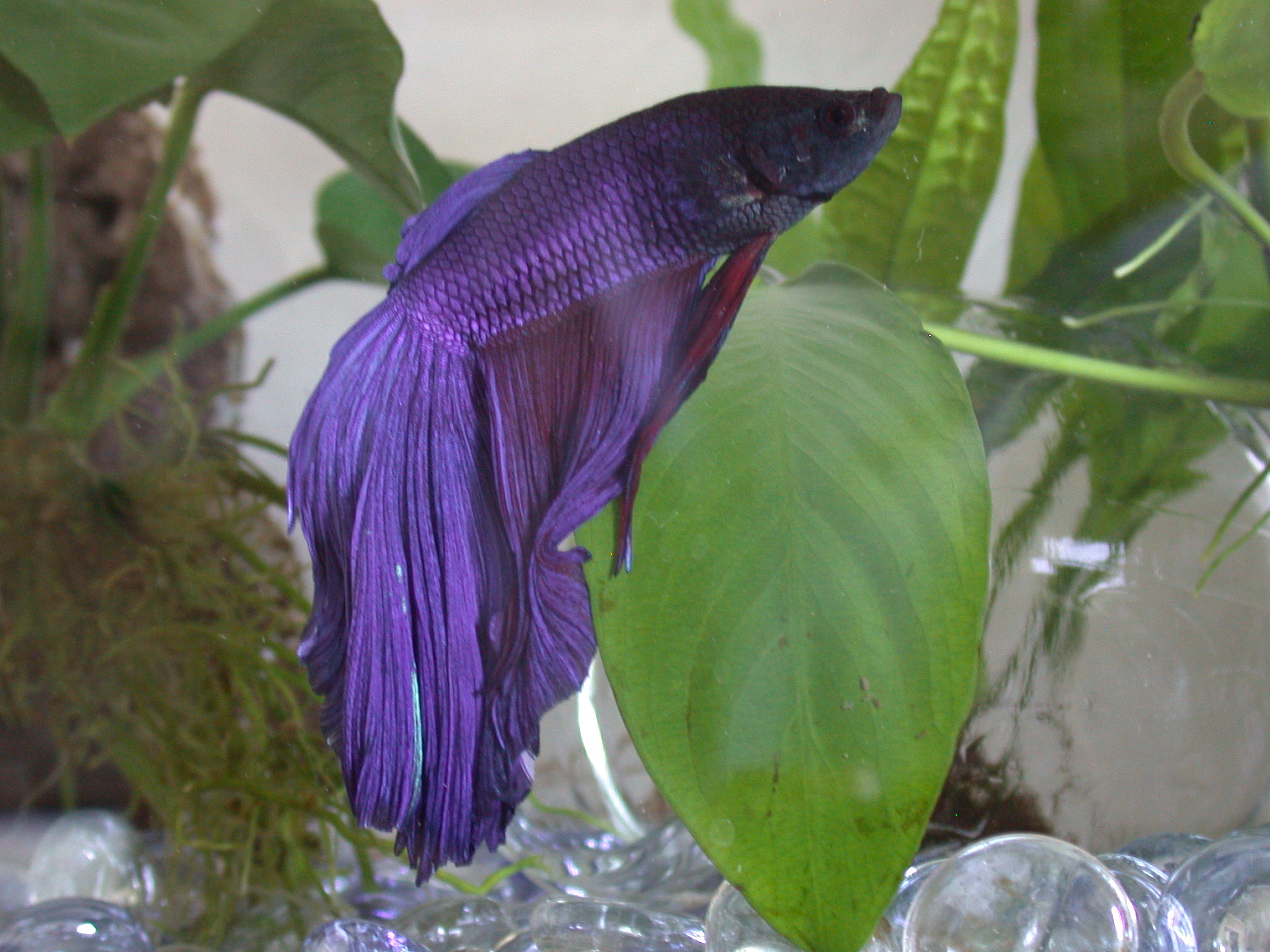
スーパーデルタ